# 구라카와촌
구라카와촌(蔵川村)은 에히메현 기타군에 설치된 촌이다. 